# Martín Cauteruccio
Martín Cauteruccio Rodríguez (Montevideo, 14 de abril de 1987) es un futbolista uruguayo nacionalizado argentino. Juega como delantero centro y su equipo actual es Bolivar de la Primera División de Bolivia.

## Inicio

### Inferiores
Nacido en Montevideo, Cauteruccio se formó en las categorías infantiles de Unión Vecinal y luego hizo todas las divisiones inferiores con el equipo local Nacional. Además es el máximo goleador histórico de las divisiones formativas de Nacional.

## Trayectoria

### Nacional
Debuta con el club uruguayo con apenas 19 años en un clásico frente a Peñarol un 24 de enero del 2007. En el correr del año disputó un total de 19 partidos, 9 de ellos amistosos, anotando un solo gol no oficial. A principios de 2008 fue cedido a préstamo a Central Español.

### Central Español
Convirtió 5 goles en 14 partidos para su equipo en la temporada.

### Regreso a Nacional
Disputó un total 5 partidos oficiales y 3 amistosos en los cuales convirtió 2 goles. Para la segunda mitad del año fue cedido a Racing.

### Racing de Montevideo
En Racing de Montevideo le fue muy bien, ya que fue el goleador del equipo, disputó 24 partidos y convirtió en 17 ocasiones. Al final de la temporada volvería a Nacional. Jugaron Copa Libertadores.

### Nacional (3.erciclo)
En su regreso al club, si bien tuvo mayor participación, no tuvo una buena cosecha goleadora, disputando 15 partidos oficiales y anotando 3 goles. Disputó también 9 partidos amistosos, en los cuales convirtió 6 goles.

### Quilmes
En el 2011 llegaba a Quilmes a préstamo por seis meses y con opción de compra, de la mano de Leonardo Madelón, para afrontar la segunda parte del torneo de primera división (Clausura 2011) y para pelear el descenso. Madelón no lo tenía entre sus jugadores preferidos, pero ante su renuncia y la llegada de Ricardo Caruso Lombardi, empezó a sumar más minutos en campo y tener actuaciones importantes, que lo llevarían a ser uno de los jugadores más importantes del plantel de Quilmes. Con goles importantes que le dieron a Quilmes esperanza de mantener la categoría, como ante Vélez en Liniers, Banfield en Peña y Arenales y Racing en el Centenario, el uruguayo se ganó el corazón de los hinchas de Quilmes y era un jugador sumamente importante en el andamiaje del equipo. 
Pese a tener ofertas de Argentinos Juniors, Emelec de Ecuador y demás equipos de Primera, Cauteruccio, continuó vistiendo los colores de Quilmes en la Nacional B, ya que este decidió comprar la mitad de su pase con un contrato por tres años.
En la segunda categoría, fue el delantero goleador y más importante del equipo. Convirtió goles sumamente importantes, por ejemplo en Córdoba ante Instituto o en Madryn ante Guillermo Brown, que ese mismo día con sus 2 conquistas le iba a dar al "cervecero" el tan ansiado ascenso.
En la temporada 2012-13 haría 14 goles en 35 partidos, y sería fundamental para la permanencia en Primera División.

### San Lorenzo de Almagro
El 4 de julio de 2013, es fichado por San Lorenzo de Almagro con un contrato por tres años.
Debuta con un doblete frente a Olimpo, el cual le daría la victoria a su equipo por 2 a 1. En un partido por la 6 fecha del Torneo Inicial 2013 frente a Rosario Central marcaría su quinto gol con la camiseta de San Lorenzo, pero pocos minutos después saldría lesionado por una jugada desafortunada. Cuando se hizo los estudios, se dio a conocer la peor noticia, Cauteruccio se había roto los ligamentos, en la misma jugada que hizo el gol contra el canalla. Con tan solo ocho partidos disputados con la camiseta "azulgrana", había conseguido cinco tantos hasta aquella desafortunada lesión. 
A pesar de solo haber jugado las primeras seis fechas, sus cinco goles fueron fundamentales para que San Lorenzo pueda obtener el Torneo Inicial 2013, Cauteruccio las siguientes trece fechas las vería desde las gradas y alentaría al equipo como un hincha más. Estaría junto a sus compañeros en los festejos de aquel campeonato.
Se recuperó completamente de su lesión y volvió a las canchas de manera oficial el día 19 de mayo de 2014 entrando por Julio Buffarini en el segundo tiempo, por la última fecha del Torneo Final 2014 frente a Vélez Sarsfield con derrota 2-3.
El 13 de agosto de 2014 Cauteruccio fue fundamental en la victoria de San Lorenzo en el partido decisivo de la Final de la Copa Libertadores 2014. Entró a la cancha como centrodelantero del once titular de San Lorenzo, y en el minuto 35 su remate al arco fue desviado con la mano por un rival. El penal, que fue convertido por Néstor Ortigoza, le dio a San Lorenzo el triunfo 1 a 0 y la primera Copa Libertadores de su historia.
El 16 de octubre de 2016 convirtió el primer hat-trick de su carrera frente a Arsenal de Sarandí, correspondiente a la Fecha 6 del Campeonato Argentino.

### Cruz Azul
Es uno de los fichajes del entrenador Paco Jémez, junto a Martín Rodríguez para el Clausura 2017. Marcaría su primer gol con Cruz Azul en un partido de copa en su debut al minuto 2 frente al Querétaro. En su primer torneo marcaría solo un gol frente a Pachuca por la vía penal.
Su actuación más destacada entonces fue contra Santos Laguna marcando un triplete dándole la victoria a su equipo 1-3 en un partido de Copa MX.
En el Apertura 2017 anotaría solo 2 goles ambos frente a Querétaro por la vía penal.
En el torneo clausura 2018, solamente anotó 3 goles en 10 partidos jugados.
En el torneo apertura 2018, anotó 5 goles en 14 partidos jugados, asimismo, perdió la final contra el Club América, partido en el que no tuvo anotaciones y salió de cambio al medio tiempo (en el juego de vuelta).
En diciembre de 2018 renovó su contrato con Cruz Azul por 2 años más. En 10 jornadas que han transcurrido del Apertura 2019, Martín no ha logrado anotar gol, a pesar de las críticas fue defendido por el DT Pedro Caixinha, quien declaró: "Cauteruccio tiene mi apoyo total."
Deja Cruz Azul en diciembre de 2019 después de no tener buenas actuaciónes en los últimos dos torneos, sin embargo se fue agradecido con la máquina donde consiguió el Campeonato de goleo de Copa MX en 2018 al igual que la Copa MX y el subcampeonato de Liga BBVA MX en el Apertura 2018.

### Estudiantes
En enero del año 2020 pasó a integrar el plantel del equipo argentino de Estudiantes de La Plata, con el exfutbolista Gabriel Milito como entrenador y el jugador histórico de la selección argentina Javier Mascherano como compañero de plantel, quien también se incorporó al club como refuerzo en el mismo periodo de pases que Martín Cauteruccio.

### Aldosivi
En el mes de julio del año 2021 el futbolista pasó a jugar para el Aldosivi, de la ciudad argentina de Mar del Plata, firmando contrato hasta junio de 2023, el cual no se pudo cumplir, debido a la desvinculación firmada a fines del 2022.

### Independiente
En diciembre de 2022, fue anunciado como refuerzo de Independiente, en un contrato por dos temporadas.

### Sporting Cristal
En enero de 2024, fue anunciado como refuerzo de Sporting Cristal, por toda la temporada 2024. 
Debutó en la fecha 1 de la liga el sábado 27 de enero ante ADT, en donde convertiría 3 goles en la victoria 6 a 2 del Sporting Cristal. Para la fecha 2 marcó dos goles frente a Sport Boys; en la fecha 3 dos tantos ante Cienciano dos goles más, y para la fecha 4 ante Los Chankas tres goles más.
El 20 de febrero debuta por la Copa Libertadores 2024 ante Always Ready de Bolivia, el partido de ida de la fase previa terminaría en una contundente victoria por 6-1 a favor de los bolivianos. El gol de Sporting Cristal lo anotaría Cauteruccio de penal.
Cuatro días después de la derrota en Bolivia, Sporting Cristal jugaría nuevamente por la Liga 1, esta vez ante el Carlos A. Mannucci y ganarían 4-0, en donde Cauteruccio marcaría un nuevo triplete alcanzando de esta manera su gol número 200. El 12 de setiembre del 2024, Joel Raffo anunció que renovava su contrato con Sporting Cristal.
El 10 de julio de 2025 se despidió del club a través de un video subido a la plataforma X (Twitter). Martín jugó 49 partidos, marcando 49 goles y asistiendo en 6 ocasiones.

### Bolivar
El 10 de julio de 2025, fue oficialmente presentado como nuevo refuerzo del Club Bolivar de Bolivia.
Debutó seis días después, el 16 de julio anotando un gol en la victoria de 3-0 ante el Palestino por la Copa Sudamericana.

## Estadísticas

### Clubes
Actualizado al último partido disputado el 23 de octubre de 2024.
| Club | Div.          | Temporada     | Liga  | Liga  | Copas nacionales(1) | Copas nacionales(1) | Copas internacionales(2) | Copas internacionales(2) | Total | Total | Media goleadora |
| Club | Div.          | Temporada     | Part. | Goles | Part.               | Goles               | Part.                    | Goles                    | Part. | Goles | Media goleadora |
| --- | ------------- | ------------- | ----- | ----- | ------------------- | ------------------- | ------------------------ | ------------------------ | ----- | ----- | --------------- |
| Nacional · Uruguay | 1.ª           | 2006-07       | 7     | 1     | —                   | —                   | —                        | —                        | 7     | 1     | 0.14            |
| Nacional · Uruguay | 1.ª           | 2008-09       | 4     | 0     | —                   | —                   | —                        | —                        | 4     | 0     | 0.00            |
| Nacional · Uruguay | 1.ª           | 2009-10       | 6     | 1     | —                   | —                   | —                        | —                        | 6     | 1     | 0.17            |
| Nacional · Uruguay | 1.ª           | 2010-11       | 13    | 3     | —                   | —                   | —                        | —                        | 13    | 3     | 0.23            |
| Nacional · Uruguay | Total club    | Total club    | 30    | 5     | 0                   | 0                   | 0                        | 0                        | 30    | 5     | 0.17            |
| Central Español · Uruguay | 1.ª           | 2007-08       | 14    | 5     | —                   | —                   | —                        | —                        | 14    | 5     | 0.36            |
| Central Español · Uruguay | Total club    | Total club    | 14    | 5     | 0                   | 0                   | 0                        | 0                        | 14    | 5     | 0.36            |
| Racing · Uruguay | 1.ª           | 2009-10       | 24    | 12    | —                   | —                   | 7                        | 2                        | 31    | 14    | 0.45            |
| Racing · Uruguay | Total club    | Total club    | 24    | 12    | 0                   | 0                   | 7                        | 2                        | 31    | 14    | 0.45            |
| Quilmes Argentina | 1.ª           | 2010-11       | 18    | 5     | —                   | —                   | —                        | —                        | 18    | 5     | 0.28            |
| Quilmes Argentina | 2.ª           | 2011-12       | 37    | 13    | 1                   | 1                   | —                        | —                        | 38    | 14    | 0.37            |
| Quilmes Argentina | 1.ª           | 2012-13       | 36    | 14    | 2                   | 2                   | —                        | —                        | 38    | 16    | 0.42            |
| Quilmes Argentina | Total club    | Total club    | 91    | 32    | 3                   | 3                   | 0                        | 0                        | 94    | 35    | 0.37            |
| San Lorenzo Argentina | 1.ª           | 2013-14       | 8     | 5     | 2                   | 2                   | 4                        | 0                        | 14    | 7     | 0.5             |
| San Lorenzo Argentina | 1.ª           | 2014          | 18    | 3     | —                   | —                   | 2                        | 0                        | 20    | 3     | 0.15            |
| San Lorenzo Argentina | 1.ª           | 2015          | 26    | 10    | 4                   | 4                   | 7                        | 1                        | 37    | 15    | 0.41            |
| San Lorenzo Argentina | 1.ª           | 2016          | 15    | 2     | 1                   | 0                   | 5                        | 1                        | 21    | 3     | 0.14            |
| San Lorenzo Argentina | 1.ª           | 2016-17       | 11    | 9     | 4                   | 2                   | 7                        | 3                        | 22    | 14    | 0.64            |
| San Lorenzo Argentina | Total club    | Total club    | 78    | 29    | 11                  | 8                   | 25                       | 5                        | 114   | 42    | 0.37            |
| Cruz Azul · México | 1.ª           | 2017          | 10    | 1     | 6                   | 4                   | —                        | —                        | 16    | 5     | 0.31            |
| Cruz Azul · México | 1.ª           | 2017-18       | 31    | 5     | 6                   | 2                   | —                        | —                        | 37    | 7     | 0.19            |
| Cruz Azul · México | 1.ª           | 2018-19       | 39    | 5     | 11                  | 6                   | —                        | —                        | 50    | 11    | 0.22            |
| Cruz Azul · México | 1.ª           | 2019          | 4     | 0     | 1                   | 1                   | —                        | —                        | 5     | 1     | 0.2             |
| Cruz Azul · México | Total club    | Total club    | 84    | 11    | 24                  | 13                  | 0                        | 0                        | 108   | 24    | 0.22            |
| Estudiantes (LP) Argentina | 1.ª           | 2019-20       | 4     | 2     | 8                   | 1                   | —                        | —                        | 12    | 3     | 0.25            |
| Estudiantes (LP) Argentina | 1.ª           | 2021          | —     | —     | 12                  | 3                   | —                        | —                        | 12    | 3     | 0.25            |
| Estudiantes (LP) Argentina | Total club    | Total club    | 4     | 2     | 20                  | 4                   | 0                        | 0                        | 24    | 6     | 0.25            |
| Aldosivi Argentina | 1.ª           | 2021          | 23    | 10    | —                   | —                   | —                        | —                        | 23    | 10    | 0.43            |
| Aldosivi Argentina | 1.ª           | 2022          | 15    | 6     | 14                  | 9                   | —                        | —                        | 29    | 15    | 0.52            |
| Aldosivi Argentina | Total club    | Total club    | 38    | 16    | 14                  | 9                   | 0                        | 0                        | 52    | 25    | 0.48            |
| Independiente Argentina | 1.ª           | 2023          | 27    | 11    | 11                  | 1                   | —                        | —                        | 38    | 12    | 0.31            |
| Independiente Argentina | Total club    | Total club    | 27    | 11    | 11                  | 1                   | 0                        | 0                        | 38    | 12    | 0.31            |
| Sporting Cristal · Perú | 1.ª           | 2024          | 29    | 35    | 0                   | 0                   | 2                        | 4                        | 31    | 39    | 1.26            |
| Sporting Cristal · Perú | 1.ª           | 2025          | 13    | 8     | 1                   | 0                   | 5                        | 2                        | 18    | 10    | 0.55            |
| Sporting Cristal · Perú | Total club    | Total club    | 42    | 43    | 1                   | 0                   | 7                        | 6                        | 49    | 49    | 1.00            |
| Total carrera | Total carrera | Total carrera | 421   | 161   | 83                  | 40                  | 34                       | 16                       | 554   | 217   | 0.39            |
| (1) Incluye datos de Copa Argentina, Copa de la Liga Profesional y Copa México. (2) Incluye datos de la Copa Libertadores, Copa Sudamericana, Recopa Sudamericana y Mundial de Clubes. |               |               |       |       |                     |                     |                          |                          |       |       |                 |

### Hat-tricks
| 1 | 16 de octubre de 2016 | Julio H. Grondona, Sarandí       | Arsenal FC - San Lorenzo             |  | 1 - 3  | Primera División 2016-17  |
| 2 | 15 de marzo de 2017   | Corona (TSM), Torreón            | Club Santos Laguna - Cruz Azul       |  | 1 - 3  | Copa México Clausura 2017 |
| 3 | 27 de enero de 2024   | Alberto Gallardo, Lima           | Sporting Cristal - ADT de Tarma      |  | 6 - 2  | Liga 1 (Apertura) 2024    |
| 4 | 15 de febrero de 2024 | Estadio Nacional, Lima           | Sporting Cristal - CD Los Chankas    |  | 4 - 1  | Liga 1 (Apertura) 2024    |
| 5 | 24 de febrero de 2024 | Mansiche, Trujillo               | Carlos A. Manucci - Sporting Cristal |  | 0 - 4  | Liga 1 (Apertura) 2024    |
| 6 | 27 de febrero de 2024 | Nacional, Lima                   | Sporting Cristal - Always Ready      |  | 3 - 1  | Copa Libertadores 2024    |
| 7 | 31 de julio de 2024   | Los Chankas, Andahuaylas         | Chankas CYC - Sporting Cristal       |  | 3 - 3  | Liga 1 (Clausura) 2024    |
| 8 | 4 de agosto de 2024   | Alberto Gallardo, Lima           | Sporting Cristal - Carlos A. Manucci |  | 4 - 0  | Liga 1 (Clausura) 2024    |
| 9 | 27 de octubre de 2024 | Carlos Vidaurre García, Tarapoto | Unión Comercio - Sporting Cristal    |  | 0 - 12 | Liga 1 (Clausura) 2024    |

## Palmarés

### Campeonatos nacionales
| Título              | Club        | País      | Año     |
| ------------------- | ----------- | --------- | ------- |
| Campeonato Uruguayo | Nacional    | Uruguay   | 2008-09 |
| Primera División    | San Lorenzo | Argentina | I-2013  |
| Supercopa Argentina | San Lorenzo | Argentina | 2015    |
| Copa México         | Cruz Azul   | México    | A-2016  |
| Supercopa de México | Cruz Azul   | México    | 2018-19 |

### Campeonatos internacionales
| Título            | Club        | Sede         | Año  |
| ----------------- | ----------- | ------------ | ---- |
| Copa Libertadores | San Lorenzo | Buenos Aires | 2014 |

### Otros logros
| Logro                      | Club                  | Sede      | Año     |
| -------------------------- | --------------------- | --------- | ------- |
| Ascenso a Primera División | Quilmes Atlético Club | Argentina | 2011-12 |

### Distinciones individuales
| Distinción                                     | Año  |
| ---------------------------------------------- | ---- |
| Máximo goleador del Torneo Apertura (16 goles) | 2024 |
| Máximo goleador del Torneo Clausura (19 goles) | 2024 |
| Máximo goleador de la Liga1 de Perú (35 goles) | 2024 |